# Leif Carlsson (vissångare)
Leif Carlsson, född 5 oktober 1962, och uppvuxen i byn Möllevången i nuvarande Vellinge kommun, är vissångare och underhållare.
Leif Carlsson hade i unga år diverse arbeten och spelade på fritiden rockmusik. Till hans dåvarande favoriter hörde hårdrockgruppen AC/DC. År 1993 valde han att satsa helt på musiken och inriktade sig då helt på skånska visor. Han har sedan dess varje år sommartid även arrangerat Visor på Månstorp, en serie evenemang med olika gästartister på Månstorps gavlar. Han är numera bosatt i Lomma och sedan årsskiftet 2005/2006 entreprenör för kulturlivet i Vellinge kommun.

## Priser och utmärkelser
- 2011 – Johnny Bode-stipendiet[5]

## Diskografi
- 1994 – Sandhammaren (ögm 001)
- 1995 – Så é de (DBCD18)
- 1996 – Vi siddor ner (DSMCD3)
- 1997 – Berit/Min tid (DSMCD4)
- 1998 – Vellingefrieriet (MUS001)
- 1999 – Samlade góbitar (Samlingsalbum, MUS002)
- 2001 – Sommar... (EP, hl 001)
- 2002 – Trött på julamad (EP, hl 002)
- 2003 – "Hamnen i Hörte" / "En solig dag" (med Sahlins Kapell, singel hl 003)
- 2005 – Här kommer jag (hl 004)
- 2007 – En Skåne hälsning från Leif Carlsson (hl 005)
- 2009 – Falsterbobryggan – Att näcka uti Falsterbo (hl 006)
- 2015 – Vellingefrieriet (digitalt, hl 007)
- 2015 – Nils Ludvig och Jag (hl 008)
- 2016 – "Roof Talk" (Singel, hl009)